# Drezsnik vára
Drezsnik vára (horvátul: Stari grad Drežnik), várrom Horvátországban, a Rakovica községhez tartozó Drežnik Grad falu határában.

## Fekvése
Drezsnik várának romjai a falu felett délnyugatra emelkedő magaslaton találhatók.

## Története
Drezsnik várát 1185-ben említik először a történeti források. 1253-ban IV. Béla magyar király Nelipich grófnak adományozta. Később a Németújváriaké, a Babonicsoké, majd újra a Nelipicheké lett. 1323-ban Károly Róbert király Drezsnik megye területével együtt a Vegliai grófoknak a Frangepánok őseinek adta., akiket 1475-ben Hunyadi Mátyás is megerősített birtokaikban. Ők építették a vár későbbi magját képező főúri várkastélyt. A 16. században Drezsnik vára Terzsáccal, Furjánnal, Szluinnal és Cetingráddal együtt alkotta a bosnyák határ melletti védelmi rendszert. 
Először 1559-ben próbálta elfoglalni a török, de Herbert Auersperg generális serege elűzte támadókat. Ezután bár névleg Frangepán Miklós birtoka volt császári katonaság állomásozott benne. Néhány évvel később őrsége a bihácsi vár kapitányának parancsnoksága alá tartozott és maradt egészen Bihács várának elestéig. A sorozatos török támadásoknak azonban helyzeténél fogva nem sokáig tudott ellenállni, ezért a császári hadvezetés nem is fordított nagy erőket a védelmére. 1592-ben Bihács elestével együtt Drezsnik is a törökök birtokába került és maradt is egészen 1788-ig. 1620 és 1622 között a török megerősítette.
1683-ban egy rövid időre Herberstein generális károlyvárosi várparancsnok visszafoglalta, majd 1697-ben Auersperg generális elfoglalta és felgyújtotta. Az 1699-es karlócai béke a török kezén hagyta. Véglegesen csak az 1788-1791 közötti osztrák-török háború során kétnapos ostrommal és intenzív ágyútűzzel sikerült visszaszerezni. Visszafoglalása után az ogulini ezred parancsnoksága alatt rögtön betagozódott a határőrvidék védelmi rendszerébe, egy tiszt vezetésével helyőrséget helyeztek el benne.
A vár sokáig lakott volt, 1869-ben azonban eladták egy kereskedőnek aki anyagát építőanyagként kívánta értékesíteni és hozzákezdett a keleti rész bontásához. A vár ezután egyre romosabb lett és amit a török sem tudott elpusztítani azt lerombolta az idő. A 2000-es évek elején a központi hengeres tornyot visszaépítették és befedték.

A vár alaprajza

## A vár mai állapota
A belső vár szabálytalan négyszögletű volt, egy hengeres toronnyal. Ezt egy külső vár falai vették körbe sarkain két négyszögletes toronnyal. A külsővárnak, az első emelet magasságában lévő kapujához egy lépcsőn lehetett feljutni. A vár, noha jelenleg is felújítás alatt áll, meg sem közelíti az 1870-es állapotát, amikor még szinte teljes egészében állt. A keleti falszakasz a két négyzetes tornyával és összekötő falaival csak nyomokban látható, illetve csak a vonulata figyelhető meg. Ugyan ez a helyzet a vár déli részével is. A várat már az 1700-as karlócai békéhez készített térképen romként ábrázolták, de egy 1871-es fényképen a vár még teljesen jó állapotúnak tűnik, jóllehet a 17. századhoz képest teljesen átépítették. A várnak meglehetősen jól fönnmaradt a kör alakú lakótornya és valamivel kevesebb a körülötte lévő várfalakból. A 2000-es évek elején a központi hengeres tornyot visszaépítették és befedték. Ma ez a vár egyetlen ép része.